# David Alfaro Siqueiros
David Alfaro Siqueiros, nato José de Jesús Alfaro Siqueiros (Camargo, 29 dicembre 1896 – Cuernavaca, 6 gennaio 1974), è stato un pittore, muralista e militare messicano, particolarmente noto per i suoi lavori appartenenti alla corrente del cosiddetto realismo sociale; celebri, a questo proposito, i murales da lui dedicati alla storia del Messico.

## Biografia

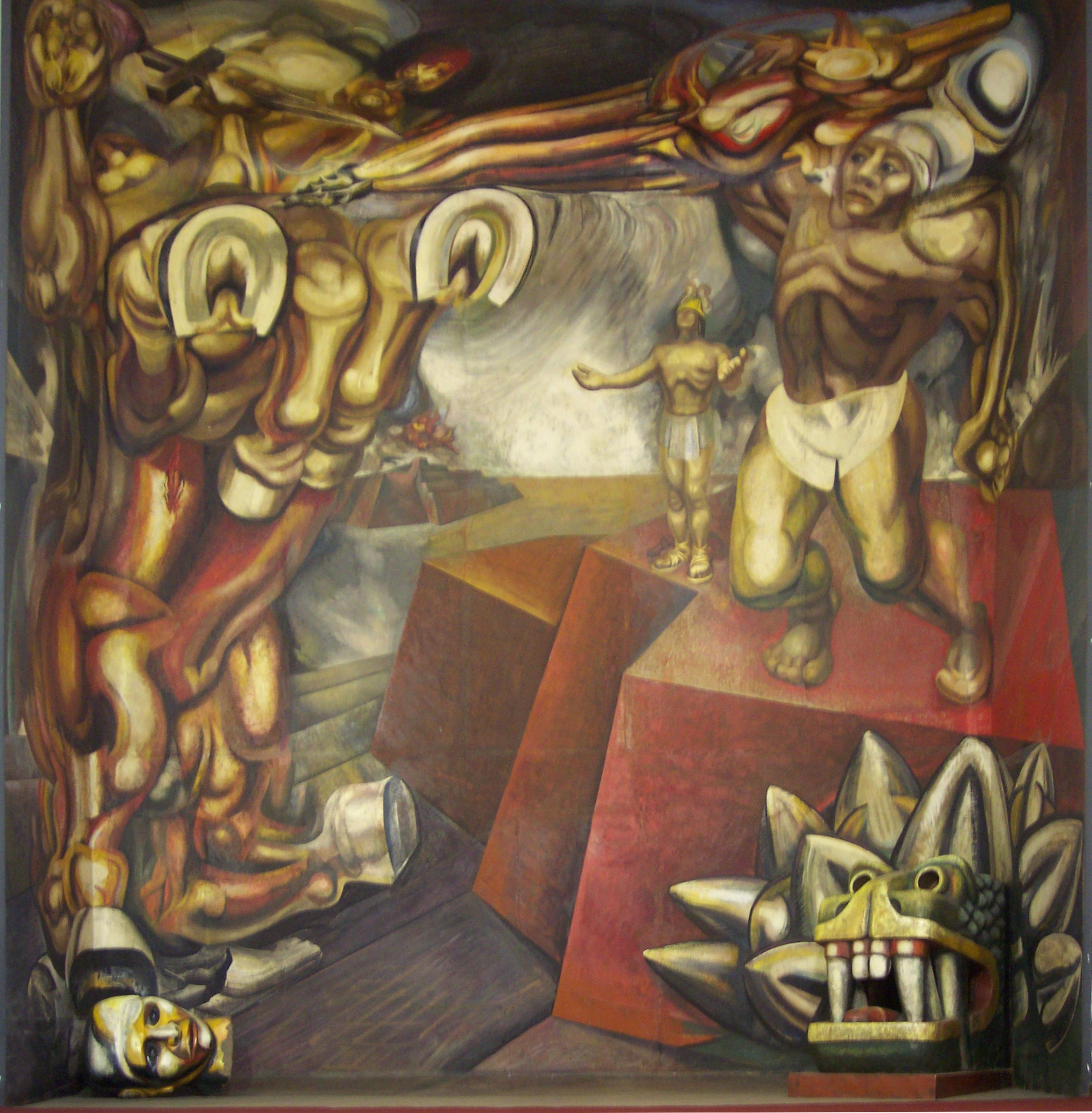
Murale di David Alfaro Siqueiros a Tecpan

Figlio di Cipriano Alfaro, di professione avvocato, e Teresa Siqueiros, Alfaro Siqueiros fu anche un prolifico teorico dell'arte, nonché attivista politico comunista. È inoltre passato alla storia per aver diretto un commando che tra 23 e il 24 maggio 1940 ha assaltato la villa di Lev Trockij, che si trovava in esilio in Messico, con l'obiettivo di assassinarlo. L'attentato però fallì e l'operazione per l'assassinio di Trotskij fu poi portata a termine da Ramón Mercader nell'agosto successivo.
Pioniere nell'impiego dei nuovi materiali per la pittura come le tinte sintetiche e acriliche.
I suoi notevoli progetti a Città del Messico, la capitale del Paese, includono i suoi murales a più mani presso la Mexican Electricians' Union (1939-40), "Dal Porfiriato alla Rivoluzione", di 4500 metri quadrati, presso il Museo de Historia National (1957-55), "La Marcia dell'Umanità" e il Polyforum Cultural Siqueiros in Avenida Insurgentes (1965-71). Importante anche il suo ruolo nel procacciare commissioni per altri artisti, affinché eseguissero murales presso il Campus dell'UNAM di Città del Messico durante gli anni cinquanta del secolo scorso.
Alfaro Siqueiros apparteneva alla numerosa schiera degli autori di murales messicani attivi a quel tempo, e che includeva Diego Rivera, José Clemente Orozco e Rufino Tamayo. La sua arte poneva dirette e profonde radici nella rivoluzione messicana, periodo violento e caotico della storia del Paese latinoamericano durante il quale varie fazioni, politiche e sociali, combatterono per la conquista del potere. L'arco che va dal 1920 al 1960 è noto come Rinascita Messicana, e Alfaro Siqueiros si adoperava nel tentativo di creare un tipo d'arte che fosse assieme messicana e universale.

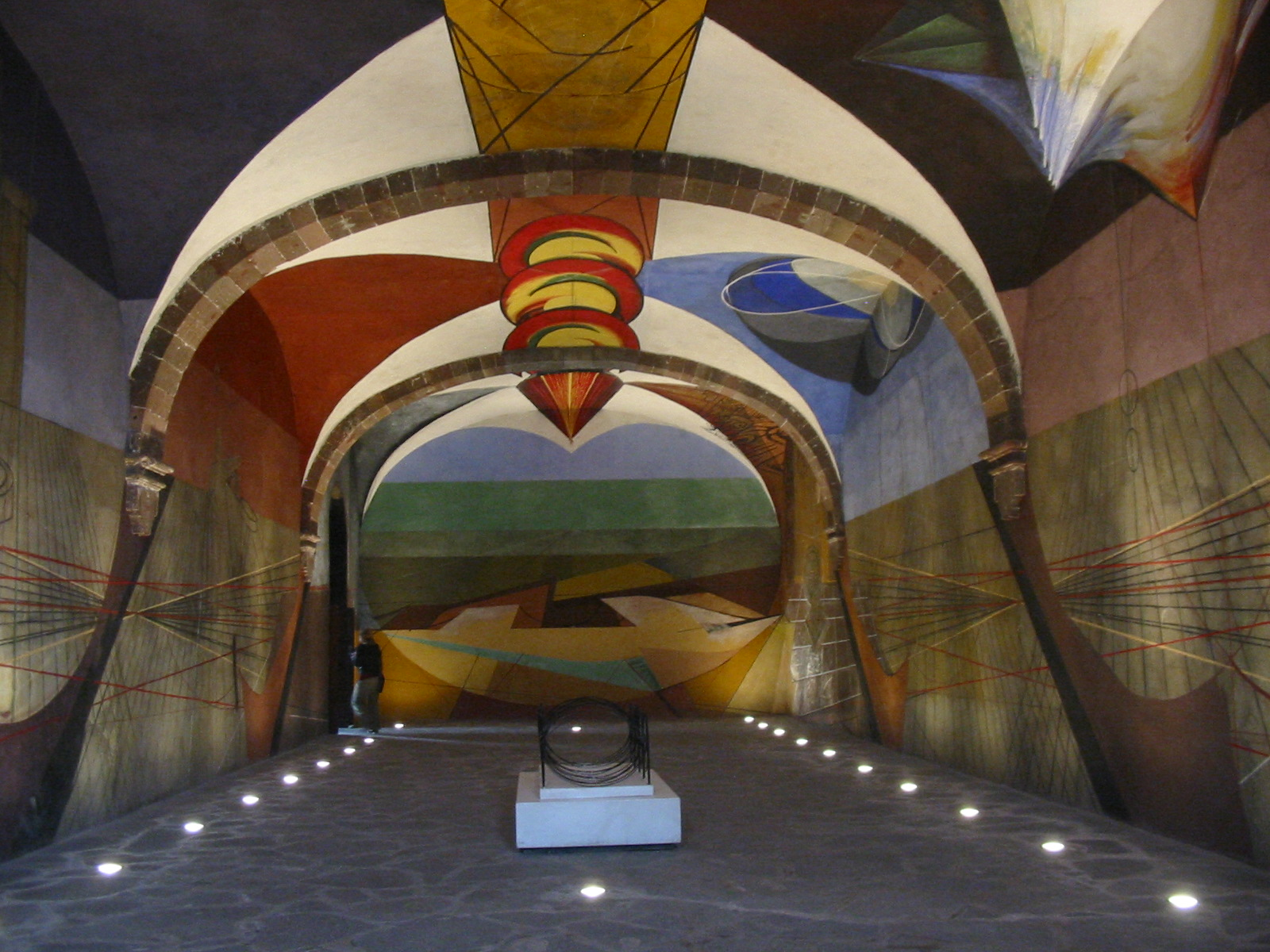

L'attivismo politico era segmento importante della vita dell'artista, e di frequente lo spinse a compiere atti che travalicavano il suo ruolo. Nel 1911, all'età di soli quindici anni, Alfaro Siqueiros frequentò l'Accademia di San Carlos, dove venne coinvolto in uno sciopero studentesco contro i metodi di insegnamento dell'epoca, chiedendo un'inchiesta sul direttore dell'istituto. All'età di sedici anni, cospirò contro la dittatura di Victoriano Huerta. A diciotto, partecipò agli scontri dell'Esercito costituzionalista diretti ad abbattere lo stesso Huerta. Prese parte all'organizzazione delle proteste dei minatori avvenute a Jalisco. Tra il 1937 e il 1938 combatté a fianco del Fronte Repubblicano, che si opponeva, durante la guerra civile spagnola, alla presa del potere del generale golpista e futuro dittatore Francisco Franco. Venne esiliato due volte dal Messico a causa del suo attivismo politico: la prima nel 1932, la seconda nel 1940, come conseguenza dell'attentato a Lev Trockij.
Dal 1919 al 1922 viaggiò verso il Belgio, la Francia, l'Italia - dove torna anche negli anni '60, dopo la scarcerazione, per un progetto artistico ideato con Filiberto Sbardella e Carlo Quattrucci presso la scuola sindacale CGIL di Ariccia, poi però interrotto - e la Spagna per compiere studi d'arte. 
Per tutta la sua carriera non smise mai di promuovere internazionalmente la sua concezione dei murales: negli Stati Uniti, in Sud America (incluso Uruguay, Argentina e Cile), a Cuba, in Europa ed in Unione Sovietica. Tra le sue opere più significative emerge l'Ejercicio Plástico, che l'artista dipinse durante un suo soggiorno in Argentina, nel quale gli elementi artistici si fondono con quelli letterari e politico-rivoluzionari.
A prima vista l'opera può rassomigliare a un grande acquario, caratterizzato dalla presenza di un nugolo di donne che nuotando cercano di spingere la parete di divisione. Grazie all'intervento della presidente argentina Cristina Kirchner l'opera verrà restaurata e nel frattempo sarà esposta sulle pareti della Casa Rosada. L'opera fu progettata intorno al 1933, quando l'artista aveva già raggiunto una certa popolarità con La sepoltura di un lavoratore. In quel periodo fertile di dibattiti sulla rivoluzione da compiere, sul ruolo attivo dell'arte a sostegno delle dinamiche politiche e sul tipo di comunicazione da trasmettere alle popolazioni meno colte, l'artista getta le basi per il suo murale, che verrà abbandonato solo in seguito alla sua partenza verso la Spagna martoriata dalla guerra civile spagnola.
Tra gli aspetti più curiosi della storia dell'opera, vi è la censura apportata dal ministro dell'economia degli anni sessanta Alvaro Alsogaray, che la ricoprì di calce, mentre un suo successore, accortosi del valore dell'opera nascosta, la staccò e la conservò come fosse un mosaico, per poi rivendersela.

## Pubblicazioni
- Tres Llamamientos de orientación actual a los pintores y escultores de la nueva generación americana, in "Vida americana", Barcellona 1921
- No hay más ruta que la nuestra, Città del Messico 1945
- Como se pinta un mural, Città del Messico 1951 (ed. it.: Dipingere un murale, Milano, Fratelli Fabbri, 1976)
- Mi respuesta, Città del Messico 1960
- A un joven pintor mexicano, Città del Messico 1967

## Film e documentari
- cortometraggio - Siqueiros di Manuel Gonzalez Casanova (1969)
- documentario - Polyforum Siqueiros di Carlos Ortiz Tejeda (1971)
- documentario - Walls of Fire di Herbert Kline e Edmund Penney (1971)
- documentario - Planeta Siqueiros di José Ramón Mikelajáuregui (1995)
- documentario - Siqueiros, pasión, color de furia di Hector Tajonar (1996)
- documentario - Los próximos pasados di Lorena Muñoz (2006)
- lungometraggio - El mural di Héctor Olivera (2010)